# Stefan Ludwik Kuczyński (lekarz)
Stefan Ludwik Kuczyński (ur. 25 sierpnia 1894 w Smolicach, zm. 5 listopada 1969) – polski lekarz, działacz narodowy i kulturalny Polonii wrocławskiej.
Dzięki uzyskanemu stypendium Towarzystwa Naukowej Pomocy dla Młodzieży Wielkiego Księstwa Poznańskiego zamieszkał we Wrocławiu w 1914, podejmując naukę medycyny na Uniwersytecie Wrocławskim. Wkrótce jednak studia musiał przerwać, gdyż po wybuchu I wojny światowej został powołany do armii. Brał udział w powstaniu wielkopolskim, w 1920 powrócił do Wrocławia i w 1924 ukończył na macierzystej uczelni studia, po czym otworzył gabinet lekarski w tym mieście, pracując do 1942 r., gdy został oskarżony i skazany za współpracę z polską organizacją antyhitlerowską Olimp. W czasie pracy we Wrocławiu był mocno zaangażowany w życie kulturalne i polityczne wrocławskiej Polonii, organizując i prowadząc zajęcia z języka polskiego, przedstawienia teatralne, kolonie wrocławskich dzieci wysyłanych na odpoczynek do Polski, a także działając w Związku Polaków w Niemczech i doprowadzając do powstania Domu Polskiego we Wrocławiu.
Po wojnie pozostał we Wrocławiu, pracując w zawodzie, a także społecznie, m.in. został wybrany do zarządu Towarzystwa Miłośników Wrocławia, a w 1957 r. wybrano go na prezesa nowo powstałego Stowarzyszenia Lekarzy Dolnośląskich. Za swoją działalność odznaczony został Krzyżem Kawalerskim Orderu Odrodzenia Polski i Medalem Rodła.
Upamiętnia go tablica na budynku wrocławskiego urzędu stanu cywilnego przy ul. Włodkowica, w którym to budynku znajdowało się w okresie międzywojennym mieszkanie Kuczyńskiego, oraz tablica w holu Domu Lekarza we Wrocławiu. Obie są autorstwa rzeźbiarza prof. Chmielewskiego. Stowarzyszenie Lekarzy Dolnośląskich przyznaje też Nagrodę im. dr. Stefana Kuczyńskiego.